# Like House (1. řada)
První řada pořadu Like House (stylizováno jako LIKE HOUSE) z produkce FTV Prima byla vysílána od 19. dubna do 2. července 2021. Vítězem první řady pořadu Like House se stal Jenis s 216 diváckými body. Za ním se umístili Tomi s 209 body a Maru s 168 body.

## Účinkující
Do vily se 14. dubna 2021 nastěhovalo 7 influencerů:
- Tomáš Běhounek (@imtomi_)
- Lada Horová (@laaduska_official)
- Barbora Stříteská (@barbarastriteska)
- Adam Kajumi (@adamkajumi)
- Marie Rosecká (@maru_rosecka)
- Jan Svěcený (@jenisek_)
- Marek Valášek (@datel_marek)
- Džanat Kadyrova (@proste_djany) – nastoupila až v 26. dílu, který byl odvysílán 24. května 2021
- Angie Mangombe (@angie.mangombe) – nastoupila až v 41. dílu, který byl odvysílán 14. června 2021

Původně se měla zúčastnit Barbora Chvojková (@baru.chvoj), která odstoupila ještě před zahájením.

## Způsob hlasování
O vítězi reality show budou rozhodovat diváci pomocí mobilní aplikace OuKee. Každý den budou mít všichni sledující k dispozici tři hlasy, přičemž v jeden den nebude umožněno hlasovat pro jednoho soutěžícího vícekrát. Dva z dostupných hlasů soutěžící podpoří, naopak třetí, záporný hlas, bodové konto soutěžícího sníží. Výsledky budou zveřejňovány přímo v televizní show.
Na konci dílů také každý z influencerů rozdá dva lajky a jeden dislajk ostatním soutěžícím, jako symbol toho, jaké mají soutěžící mezi sebou vztahy. Toto hlasování neovlivňuje, kdo zvítězí v celém pořadu.
| Soutěžící | Hlasování diváků: | Hlasování diváků: | Hlasování diváků: | Hlasování diváků: | Hlasování diváků: | Hlasování diváků: | Výsledky: |
| Soutěžící | 11. díl           | 26. díl           | 31. díl           | 36. díl           | 41. díl           | 55. díl           | Výsledky: |
| --------- | ----------------- | ----------------- | ----------------- | ----------------- | ----------------- | ----------------- | --------- |
| Jenis     | 26                | 104               | 128               | 158               | 163               | 216               | VÍTĚZ     |
| Tomi      | 21                | 82                | 102               | 128               | 134               | 209               | 2.        |
| Maru      | 11                | 32                | 35                | 69                | 90                | 168               | 3.        |
| Angie     | N/A               | N/A               | N/A               | N/A               | 143               | 147               | 4.        |
| Adam      | 3                 | 13                | 24                | 37                | 57                | 142               | 5.        |
| Bára      | 16                | 61                | 67                | 78                | 81                | 131               | 6.        |
| Laduška   | 2                 | 26                | 37                | 55                | 70                | 112               | 7.        |
| Marek     | 26                | 60                | 69                | 69                | 70                | 95                | 8.        |
| Djany     | N/A               | 54                | 66                | 74                | 0                 | 47                | 9.        |

## Soutěž
Výhra výzva nijak nepomáhala influencerovi k výhře celého pořadu. Challenge pouze sloužily k vyplnění programu influencerů. Za některé výzvy byly ceny, nejčastěji ve formě imunity v hlasování.
| Soutěžící | První týden (19. 4. – 23. 4.)  | První týden (19. 4. – 23. 4.)  | První týden (19. 4. – 23. 4.)  | První týden (19. 4. – 23. 4.)  | První týden (19. 4. – 23. 4.)  | Druhý týden (26. 4. – 30. 4.)  | Druhý týden (26. 4. – 30. 4.)  | Druhý týden (26. 4. – 30. 4.)  | Druhý týden (26. 4. – 30. 4.)  | Druhý týden (26. 4. – 30. 4.)  | Třetí týden (3. 5. – 7. 5.)      | Třetí týden (3. 5. – 7. 5.)      | Třetí týden (3. 5. – 7. 5.)      | Třetí týden (3. 5. – 7. 5.)      | Třetí týden (3. 5. – 7. 5.)      | Čtvrtý týden (10. 5. – 14. 5.) | Čtvrtý týden (10. 5. – 14. 5.) | Čtvrtý týden (10. 5. – 14. 5.) | Čtvrtý týden (10. 5. – 14. 5.) | Čtvrtý týden (10. 5. – 14. 5.) |
| Soutěžící | 1. díl                         | 2. díl                         | 3. díl                         | 4. díl                         | 5. díl                         | 6. díl                         | 7. díl                         | 8. díl                         | 9. díl                         | 10. díl                        | 11. díl                          | 12. díl                          | 13. díl                          | 14. díl                          | 15. díl                          | 16. díl                        | 17. díl                        | 18. díl                        | 19. díl                        | 20. díl                        |
| --------- | ------------------------------ | ------------------------------ | ------------------------------ | ------------------------------ | ------------------------------ | ------------------------------ | ------------------------------ | ------------------------------ | ------------------------------ | ------------------------------ | -------------------------------- | -------------------------------- | -------------------------------- | -------------------------------- | -------------------------------- | ------------------------------ | ------------------------------ | ------------------------------ | ------------------------------ | ------------------------------ |
| Adam      | VÝHRA                          | PROHRA                         | VÝHRA                          | VÝHRA                          | PROHRA                         | PROHRA                         | N/A                            | PROHRA                         | VÝHRA                          | N/A                            | PROHRA                           | PROHRA                           | N/A                              | N/A                              | PROHRA                           | VÝHRA                          | PROHRA                         | PROHRA                         | PROHRA                         | N/A                            |
| Bára      | PROHRA                         | PROHRA                         | VÝHRA                          | VÝHRA                          | PROHRA                         | PROHRA                         | N/A                            | PROHRA                         | PROHRA                         | N/A                            | PROHRA                           | VÝHRA                            | N/A                              | N/A                              | PROHRA                           | PROHRA                         | VÝHRA                          | PROHRA                         | PROHRA                         | N/A                            |
| Jenis     | PROHRA                         | PROHRA                         | VÝHRA                          | VÝHRA                          | VÝHRA                          | VÝHRA                          | N/A                            | VÝHRA                          | PROHRA                         | N/A                            | PROHRA                           | PROHRA                           | N/A                              | N/A                              | VÝHRA                            | PROHRA                         | PROHRA                         | PROHRA                         | VÝHRA                          | N/A                            |
| Laduška   | VÝHRA                          | PROHRA                         | VÝHRA                          | VÝHRA                          | N/A                            | VÝHRA                          | N/A                            | PROHRA                         | PROHRA                         | N/A                            | PROHRA                           | PROHRA                           | N/A                              | N/A                              | PROHRA                           | PROHRA                         | PROHRA                         | VÝHRA                          | PROHRA                         | N/A                            |
| Marek     | VÝHRA                          | PROHRA                         | VÝHRA                          | VÝHRA                          | PROHRA                         | PROHRA                         | N/A                            | VÝHRA                          | PROHRA                         | N/A                            | VÝHRA                            | PROHRA                           | N/A                              | N/A                              | PROHRA                           | PROHRA                         | PROHRA                         | PROHRA                         | PROHRA                         | N/A                            |
| Maru      | PROHRA                         | PROHRA                         | VÝHRA                          | N/A                            | VÝHRA                          | PROHRA                         | N/A                            | PROHRA                         | PROHRA                         | N/A                            | PROHRA                           | PROHRA                           | N/A                              | N/A                              | PROHRA                           | PROHRA                         | PROHRA                         | PROHRA                         | PROHRA                         | N/A                            |
| Tomi      | PROHRA                         | VÝHRA                          | VÝHRA                          | VÝHRA                          | PROHRA                         | PROHRA                         | N/A                            | VÝHRA                          | PROHRA                         | N/A                            | VÝHRA                            | PROHRA                           | N/A                              | N/A                              | PROHRA                           | PROHRA                         | PROHRA                         | PROHRA                         | PROHRA                         | N/A                            |
| Soutěžící | Pátý týden (17. 5. – 21. 5.)   | Pátý týden (17. 5. – 21. 5.)   | Pátý týden (17. 5. – 21. 5.)   | Pátý týden (17. 5. – 21. 5.)   | Pátý týden (17. 5. – 21. 5.)   | Šestý týden (24. 5. – 28. 5.)  | Šestý týden (24. 5. – 28. 5.)  | Šestý týden (24. 5. – 28. 5.)  | Šestý týden (24. 5. – 28. 5.)  | Šestý týden (24. 5. – 28. 5.)  | Sedmý týden (31. 5. – 4. 6.)     | Sedmý týden (31. 5. – 4. 6.)     | Sedmý týden (31. 5. – 4. 6.)     | Sedmý týden (31. 5. – 4. 6.)     | Sedmý týden (31. 5. – 4. 6.)     | Osmý týden (7. 6. – 11. 6.)    | Osmý týden (7. 6. – 11. 6.)    | Osmý týden (7. 6. – 11. 6.)    | Osmý týden (7. 6. – 11. 6.)    | Osmý týden (7. 6. – 11. 6.)    |
| Soutěžící | 21. díl                        | 22. díl                        | 23. díl                        | 24. díl                        | 25. díl                        | 26. díl                        | 27. díl                        | 28. díl                        | 29. díl                        | 30. díl                        | 31. díl                          | 32. díl                          | 33. díl                          | 34. díl                          | 35. díl                          | 36. díl                        | 37. díl                        | 38. díl                        | 39. díl                        | 40. díl                        |
| Adam      | N/A                            | N/A                            | N/A                            | N/A                            | PROHRA                         | N/A                            | N/A                            | PROHRA                         | N/A                            | N/A                            | N/A                              | VÝHRA                            | N/A                              | PROHRA                           | N/A                              | PROHRA                         | N/A                            | N/A                            | PROŠEL                         | N/A                            |
| Bára      | N/A                            | N/A                            | N/A                            | N/A                            | PROHRA                         | N/A                            | N/A                            | PROHRA                         | N/A                            | N/A                            | N/A                              | N/A                              | N/A                              | PROHRA                           | PROHRA                           | PROHRA                         | N/A                            | N/A                            | NEPROŠLA                       | N/A                            |
| Jenis     | N/A                            | N/A                            | N/A                            | N/A                            | PROHRA                         | N/A                            | N/A                            | PROHRA                         | N/A                            | N/A                            | N/A                              | VÝHRA                            | N/A                              | VÝHRA                            | PROHRA                           | PROHRA                         | N/A                            | N/A                            | PROŠEL                         | N/A                            |
| Laduška   | N/A                            | N/A                            | N/A                            | N/A                            | VÝHRA                          | N/A                            | N/A                            | PROHRA                         | N/A                            | N/A                            | N/A                              | PROHRA                           | N/A                              | PROHRA                           | VÝHRA                            | PROHRA                         | N/A                            | N/A                            | PROŠLA                         | N/A                            |
| Marek     | N/A                            | N/A                            | N/A                            | N/A                            | PROHRA                         | N/A                            | N/A                            | PROHRA                         | N/A                            | N/A                            | N/A                              | N/A                              | N/A                              | PROHRA                           | N/A                              | VÝHRA                          | N/A                            | N/A                            | PROŠEL                         | N/A                            |
| Maru      | N/A                            | N/A                            | N/A                            | N/A                            | PROHRA                         | N/A                            | N/A                            | PROHRA                         | N/A                            | N/A                            | N/A                              | N/A                              | N/A                              | PROHRA                           | N/A                              | PROHRA                         | N/A                            | N/A                            | PROŠLA                         | N/A                            |
| Tomi      | N/A                            | N/A                            | N/A                            | N/A                            | PROHRA                         | N/A                            | N/A                            | PROHRA                         | N/A                            | N/A                            | N/A                              | N/A                              | N/A                              | VÝHRA                            | VÝHRA                            | PROHRA                         | N/A                            | N/A                            | PROŠEL                         | N/A                            |
| Djany     | NEÚČASTNILA SE SOUTĚŽE         | NEÚČASTNILA SE SOUTĚŽE         | NEÚČASTNILA SE SOUTĚŽE         | NEÚČASTNILA SE SOUTĚŽE         | NEÚČASTNILA SE SOUTĚŽE         | N/A                            | N/A                            | VÝHRA                          | N/A                            | N/A                            | N/A                              | N/A                              | N/A                              | PROHRA                           | N/A                              | PROHRA                         | N/A                            | N/A                            | PROŠLA                         | N/A                            |
| Soutěžicí | Devátý týden (14. 6. – 18. 6.) | Devátý týden (14. 6. – 18. 6.) | Devátý týden (14. 6. – 18. 6.) | Devátý týden (14. 6. – 18. 6.) | Devátý týden (14. 6. – 18. 6.) | Desátý týden (21. 6. – 25. 6.) | Desátý týden (21. 6. – 25. 6.) | Desátý týden (21. 6. – 25. 6.) | Desátý týden (21. 6. – 25. 6.) | Desátý týden (21. 6. – 25. 6.) | Jedenáctý týden (28. 6. – 2. 7.) | Jedenáctý týden (28. 6. – 2. 7.) | Jedenáctý týden (28. 6. – 2. 7.) | Jedenáctý týden (28. 6. – 2. 7.) | Jedenáctý týden (28. 6. – 2. 7.) |                                |                                |                                |                                |                                |
| Soutěžicí | 41. díl                        | 42. díl                        | 43. díl                        | 44. díl                        | 45. díl                        | 46. díl                        | 47. díl                        | 48. díl                        | 49. díl                        | 50. díl                        | 51. díl                          | 52. díl                          | 53. díl                          | 54. díl                          | 55. díl                          |                                |                                |                                |                                |                                |
| Adam      | N/A                            | N/A                            | N/A                            | N/A                            | N/A                            | PROHRA                         | N/A                            | N/A                            | N/A                            | N/A                            | PROHRA                           | N/A                              | N/A                              | N/A                              | PÁTÝ                             |                                |                                |                                |                                |                                |
| Angie     | N/A                            | N/A                            | N/A                            | N/A                            | N/A                            | PROHRA                         | N/A                            | N/A                            | N/A                            | N/A                            | N/A                              | N/A                              | N/A                              | N/A                              | ČTVRTÁ                           |                                |                                |                                |                                |                                |
| Bára      | N/A                            | N/A                            | N/A                            | N/A                            | N/A                            | PROHRA                         | N/A                            | N/A                            | N/A                            | N/A                            | PROHRA                           | N/A                              | N/A                              | N/A                              | ŠESTÁ                            |                                |                                |                                |                                |                                |
| Djany     | N/A                            | N/A                            | N/A                            | N/A                            | N/A                            | PROHRA                         | N/A                            | N/A                            | N/A                            | N/A                            | PROHRA                           | N/A                              | N/A                              | N/A                              | DEVÁTÁ                           |                                |                                |                                |                                |                                |
| Jenis     | N/A                            | N/A                            | N/A                            | N/A                            | N/A                            | PROHRA                         | N/A                            | N/A                            | N/A                            | N/A                            | PROHRA                           | N/A                              | N/A                              | N/A                              | VÍTĚZ                            |                                |                                |                                |                                |                                |
| Laduška   | N/A                            | N/A                            | N/A                            | N/A                            | N/A                            | VÝHRA                          | N/A                            | N/A                            | N/A                            | N/A                            | VÝHRA                            | N/A                              | N/A                              | N/A                              | SEDMÁ                            |                                |                                |                                |                                |                                |
| Marek     | N/A                            | N/A                            | N/A                            | N/A                            | N/A                            | PROHRA                         | N/A                            | N/A                            | N/A                            | N/A                            | PROHRA                           | N/A                              | N/A                              | N/A                              | OSMÝ                             |                                |                                |                                |                                |                                |
| Maru      | N/A                            | N/A                            | N/A                            | N/A                            | N/A                            | PROHRA                         | N/A                            | N/A                            | N/A                            | N/A                            | PROHRA                           | N/A                              | N/A                              | N/A                              | TŘETÍ                            |                                |                                |                                |                                |                                |
| Tomi      | N/A                            | N/A                            | N/A                            | N/A                            | N/A                            | PROHRA                         | N/A                            | N/A                            | N/A                            | N/A                            | PROHRA                           | N/A                              | N/A                              | N/A                              | DRUHÝ                            |                                |                                |                                |                                |                                |

## Vyřazovací díl
39. epizoda byla první tohoto pořadu, kde byl vyřazen soutěžící. Na začátku sedmého týdnu bylo influencerům řečeno, aby odprezentovali před porotou projekt, který byl měl být něčím přínosný společnosti. Porota složená z Libora Boučka a administrátorů stránky @likehousememes se pak shodla na tom, že Bára s Djany měly nejslabší prezentace a následně rozhodla, že Bára musí být vyřazena z vily. Markova prezentace byla v pořádku, ale z důvodu nařknutí produkcí ohledně svých dluhů a následném vyřazení jeho přítelkyně Báry ve 40. díle odstoupil. Oba dva se vrátili o dva díly později.
| Soutěžící | Projekt                       | Výsledek |
| --------- | ----------------------------- | -------- |
| Maru      | Kuchařka inspirovaná babičkou | PROŠLA   |
| Tomi      | Seznam jeho životních přání   | PROŠEL   |
| Marek     | Dokument o životosprávě       | PROŠEL   |
| Bára      | Fitness a stigma s pocením    | NEPROŠLA |
| Adam      | Rasismus a afghánská kultura  | PROŠEL   |
| Jenis     | Kultura sportu po celém světě | PROŠEL   |
| Laduška   | Charitativní akce pro útulek  | PROŠLA   |
| Djany     | Meditace a duševní klid       | PROŠLA   |

## Výzvy
Každý díl obsahuje jednu nebo více výzev, o jejímž vítězi většinou rozhodnou samotní soutěžící nebo počet bodů získaných ve výzvě. Soutěžící může za výhru získat cenu, například imunitu, která zabraňuje ostatním soutěžícím, aby vítězi dali dislajk. Některé výzvy nemusí mít ani cenu, ani vítěze – koneckonců jsou jenom pro výplň dílů a nemají podíl na tom, kdo celou reality show vyhraje.
| Týden | Díl | Challenge                                                    | Cena               | Vítěz                 |
| ----- | --- | ------------------------------------------------------------ | ------------------ | --------------------- |
| 1     | 1   | Poznat influencery podle emotikonů                           | Vířivka            | Adam, Laduška a Datel |
| 1     | 2   | Poznat písničky přehrané pozpátku                            | Postel             | Tomi                  |
| 1     | 3   | Vydržet co nejdéle ve vaně plné ledu                         | Postel a vířivka   | Všichni               |
| 1     | 4   | Nahrát ASMR video                                            | N/A                | Všichni               |
| 1     | 5   | Natočit parodii na druhého ve dvojici                        | N/A                | Maru a Jenis          |
| 2     | 6   | Vytvořit video s rekvizitou                                  | Imunita            | Laduška a Jenis       |
| 2     | 7   | Improvizačně zahrát rozhlasovou hru                          | N/A                | N/A                   |
| 2     | 8   | Odpovídat na otázky o YouTuberech                            | Pozvánka pro hosta | Datel                 |
| 2     | 8   | V týmech napsat text k původní skladbě                       | N/A                | Tomi a Jenis          |
| 2     | 9   | Rozeznat fake news od pravdy                                 | Imunita            | Adam                  |
| 2     | 9   | Vytvořit uvěřitelnou fotku z dovolené                        | N/A                | N/A                   |
| 2     | 10  | Poznat fobii druhých podle emotikonů                         | N/A                | N/A                   |
| 3     | 11  | Běžet bojovku po okruhu vesnice                              | Imunita            | Tomi a Datel          |
| 3     | 12  | Vydržet co nejdéle na jedné noze                             | Thajská masáž      | Bára                  |
| 3     | 13  | Uvařit snídani poslepu                                       | N/A                | N/A                   |
| 3     | 13  | Natočit video ve znakové řeči                                | N/A                | N/A                   |
| 3     | 14  | Natočit video na téma zadané druhým týmem                    | N/A                | N/A                   |
| 3     | 15  | Natočit duet s Dominique Alagiou                             | Neonová cedule     | Jenis                 |
| 4     | 16  | Hra na židličkovanou                                         | Imunita            | Adam                  |
| 4     | 17  | Splnit běžné aktivity bez palců na rukou                     | Imunita            | Bára                  |
| 4     | 18  | Hra na motivy „Guess Who“ ale s boomerama                    | Imunita            | Laduška               |
| 4     | 19  | Přenést bagrem písek v nejlepším čase                        | Imunita            | Jenis                 |
| 5     | 21  | Poznat soutěžícího podle hate komentáře                      | N/A                | N/A                   |
| 5     | 22  | MMA zápas                                                    | N/A                | N/A                   |
| 5     | 23  | Okomentovat fotku influencera nebo sníst pálivou papričku    | N/A                | N/A                   |
| 5     | 25  | Střelba ze vzduchovky na balónky s výhrami uvnitř            | N/A                | Laduška               |
| 6     | 26  | Natočit TikTok se sedmi archetypy soutěžících                | N/A                | N/A                   |
| 6     | 27  | „Touch My Body Challenge“                                    | N/A                | N/A                   |
| 6     | 28  | Moderovat Mixxxer Show na Óčku                               | Imunita            | Djany                 |
| 7     | 31  | Parkour na čas                                               | N/A                | Jenis a Adam          |
| 7     | 34  | LIKE HOUSE má talent                                         | N/A                | Tomi a Jenis          |
| 7     | 35  | Oběhnout kruh s Pringles nebo gymnastickým míčem             | N/A                | Laduška a Jenis       |
| 8     | 36  | Závod v motokárách                                           | N/A                | Datel                 |
| 10    | 46  | Vymyslet nejdelší příběh na dané písmeno                     | N/A                | Laduška               |
| 11    | 51  | Limbo challenge                                              | N/A                | Laduška               |
| 11    | 51  | Samba challenge (Adam a Maru byli nejhorší a spali ve stanu) | N/A                | N/A                   |

## Hosté
- 3. díl – Jan Kempa
- 7. díl – Petr Marek
- 8. díl – Jan Bendig a Lukáš Rejmon
- 13. díl – Jan Dragunov a Matěj Čipera
- 14. díl – David Turek
- 15. díl – Dominique Alagia
- 21. - 25. díl – Jan Bendig
- 22. díl – Leo Brichta
- 24. díl – Tomáš Rys a Markéta Garai
- 27. díl – Nikola Martínková
- 28. díl – Jakub Kotek
- 31. díl – Lada Horová Kašparová
- 32. díl – Taras Povoroznyk
- 33. díl – Petr Reif, Jan Bendig a Tomáš Rys
- 34. díl – Sebastian Navrátil, Ondřej Turták a Kryštof Peuker
- 37. díl – Pierre XO
- 39. a 41. díl – Libor Bouček
- 43. díl – Martin Vévoda
- 46. díl – Veronika Šimíčková
- 47. díl – Pavel Novotný
- 48. díl – Láďa Hruška a Martina Vytisková
- 49. díl – Lukáš Phoenix Bureš
- 50. díl – David Šašek
- 51. díl – Veronika Lálová a Andre Negrao
- 52. díl – Martin Michek
- 54. díl – Matyáš Kulich
- 55. díl – Jan Bendig